# Ningbo

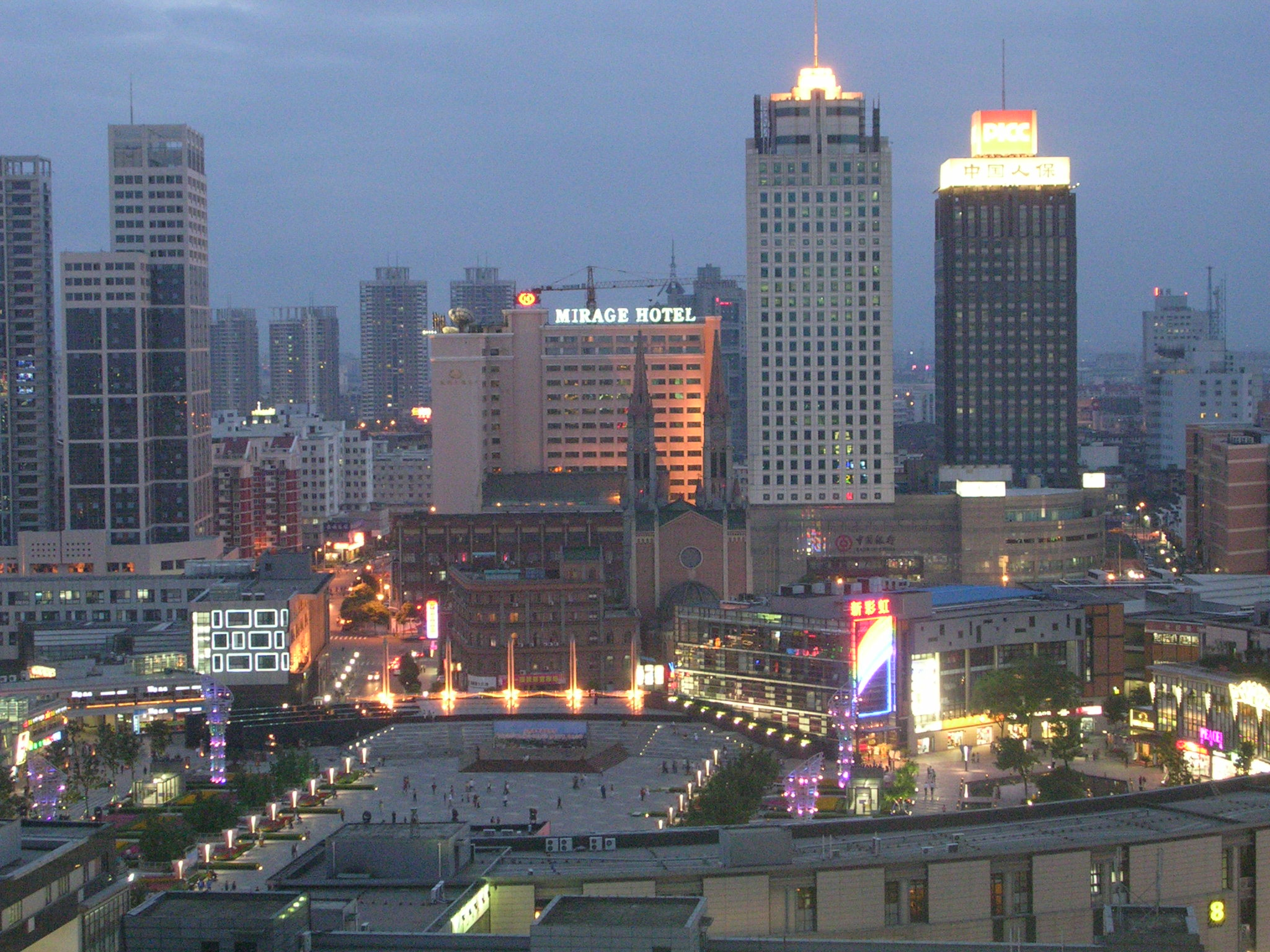
Place Wuyi et immeubles modernes à Ningbo

Ningbo (chinois simplifié : 宁波 ; chinois traditionnel : 寧波 ; pinyin : Níngbō, parfois transcrit Ningpo ou Ning Po, en ancien portugais Liampo) est une ville portuaire située au nord-est de la province du Zhejiang en Chine. Elle a le statut de ville sous-provinciale. Situé au sud de la baie de Hangzhou, le port donne sur la mer de Chine orientale. La population atteint 9,4 millions d'habitants en 2021, dont 68,3 % vivent en ville. Ningbo est le centre économique de la province de Zhejiang et attire un nombre considérable de travailleurs migrants des autres provinces chinoises, principalement du Dongbei, du Sichuan et de l'Anhui.
Un pont trans-océanique reliant Ningbo à Shanghaï et enjambant la baie de Hangzhou a été mis en service en mai 2008 (les camions y sont interdits pour le moment). Il s'agit du deuxième plus long pont du monde (36 km). Ce pont permet de réduire de moitié le temps de trajet entre les deux capitales économiques, évitant le détour par la ville de Hangzhou.
Ningbo est le siège d’une préfecture de 9 397 km2. On y parle le dialecte de Ningbo du groupe des dialectes de Taihu du wu.

## Histoire

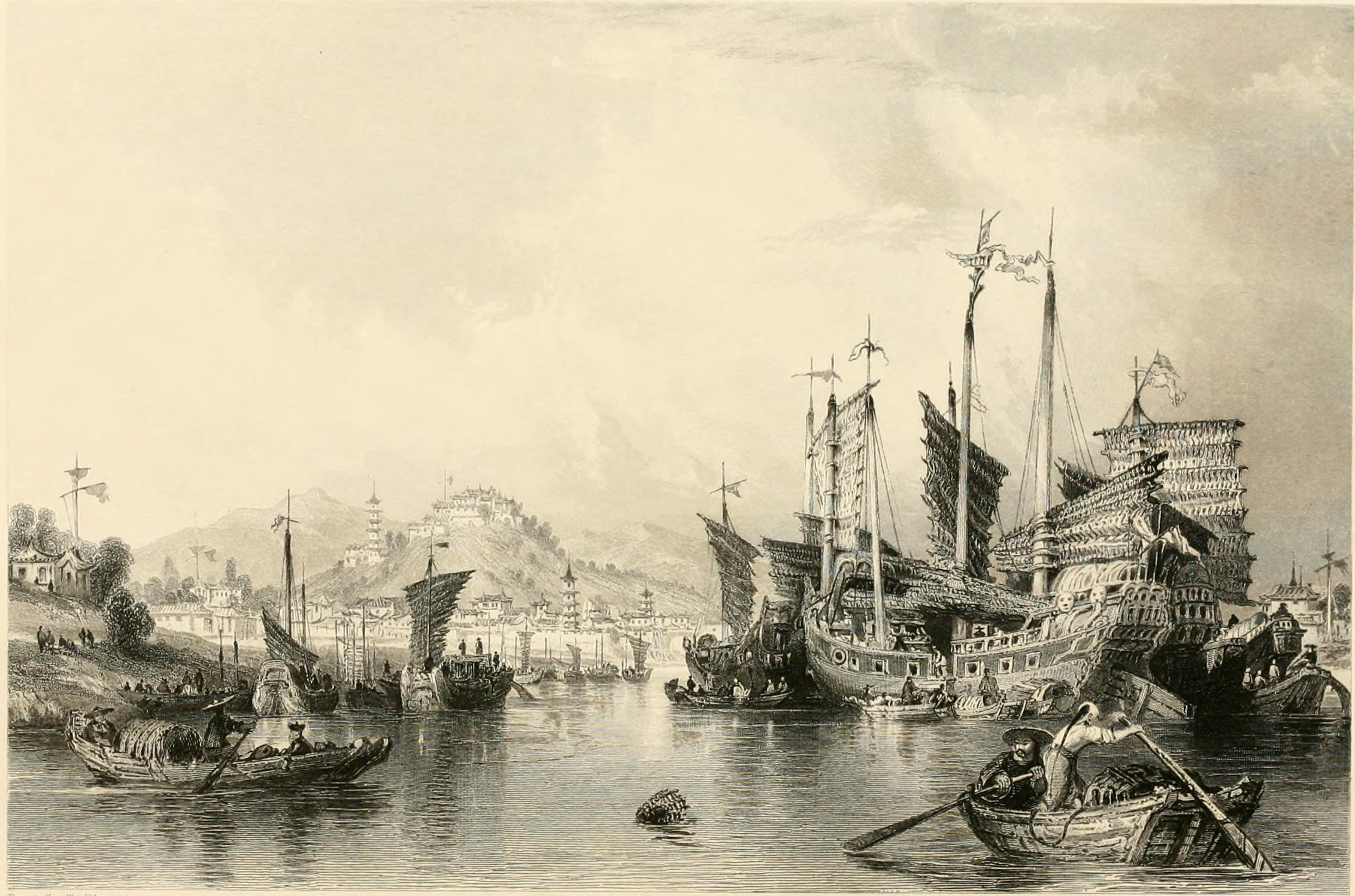
Ningbo (autrefois Ningpo) au XIXe siècle
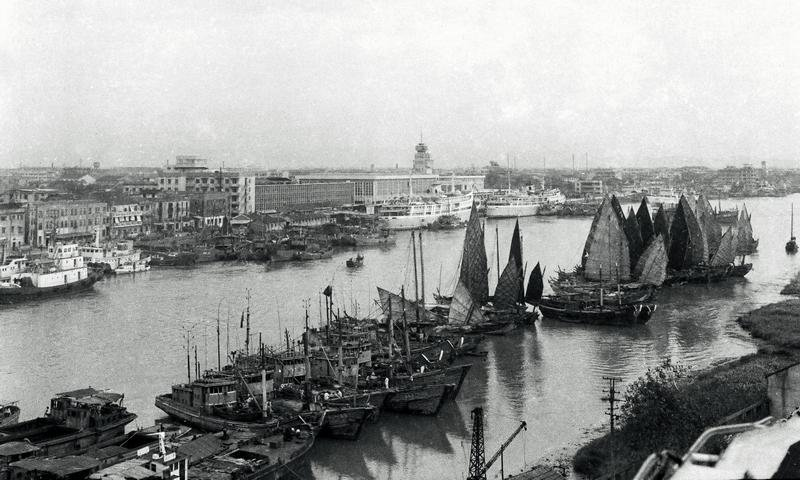
Vue de la concession étrangère de Jiangbei à Ningbo, vers 1925
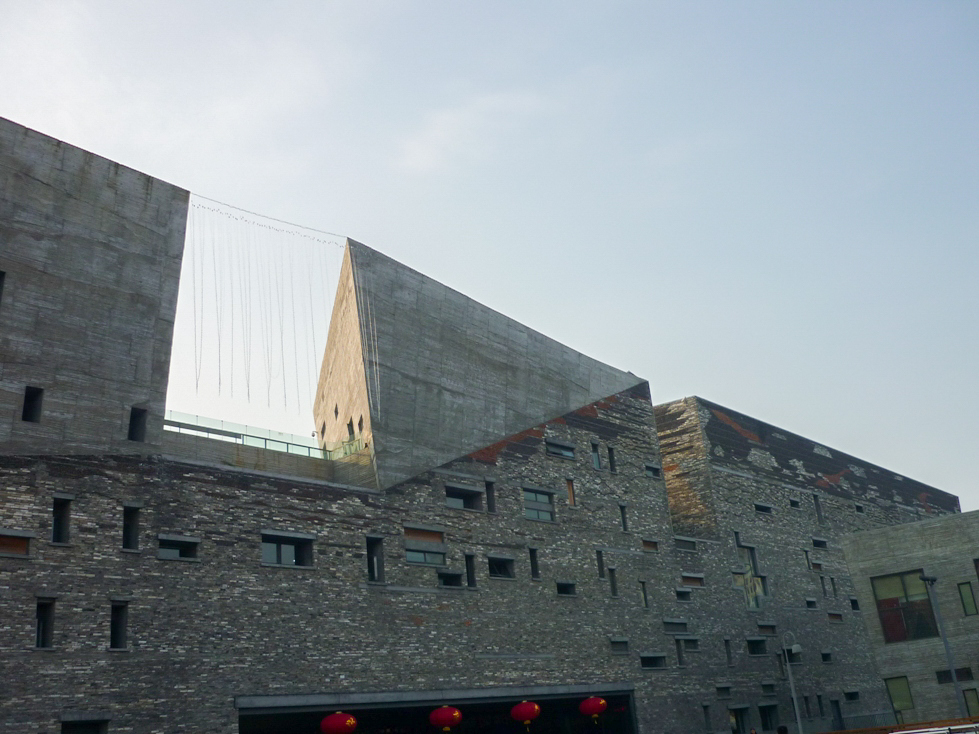
Musée de Ningbo. Wang Shu[N 1] et Lu Wenyu : Amateur Architecture Studio.
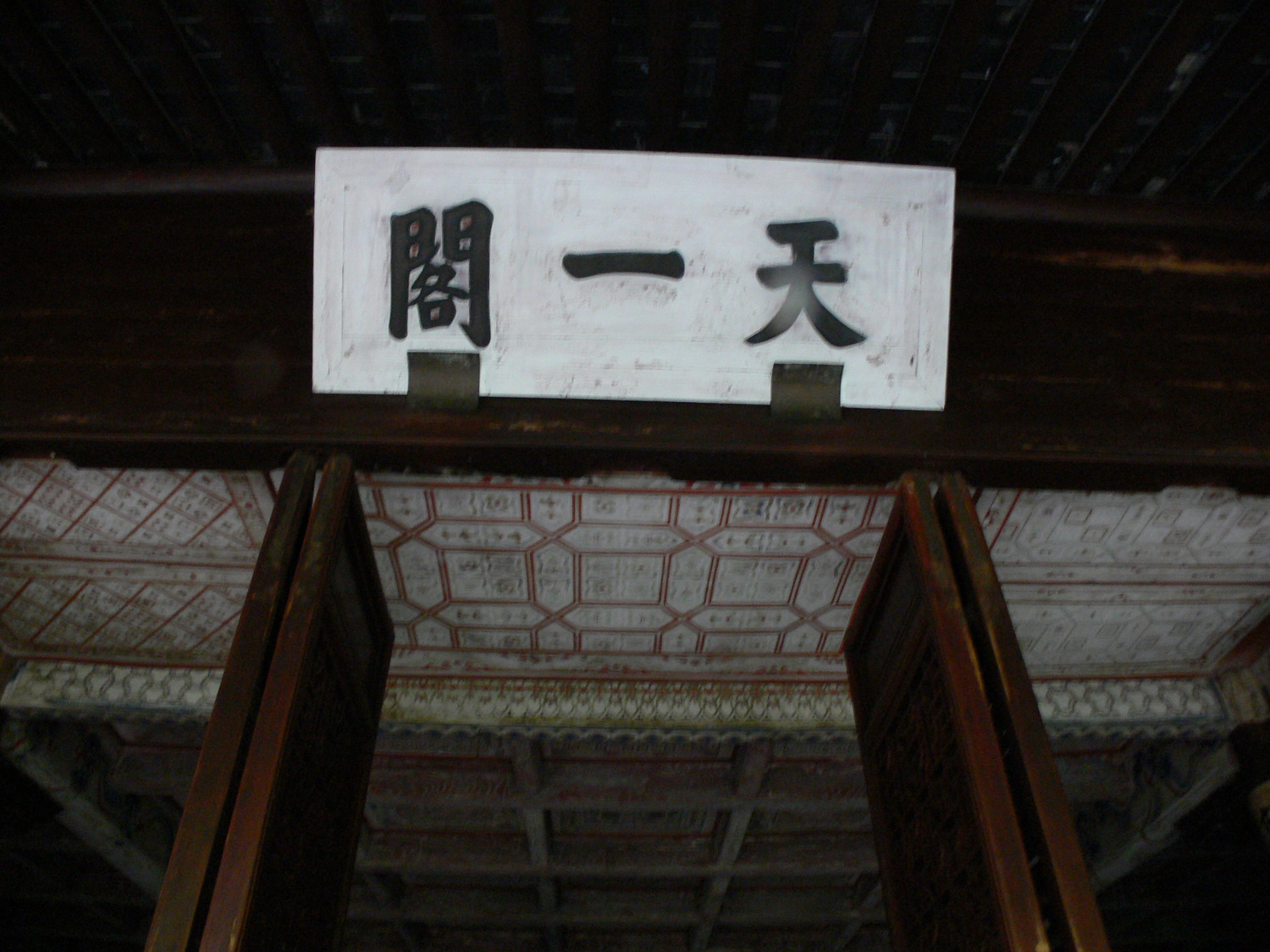
le Pavillon Tianyi.
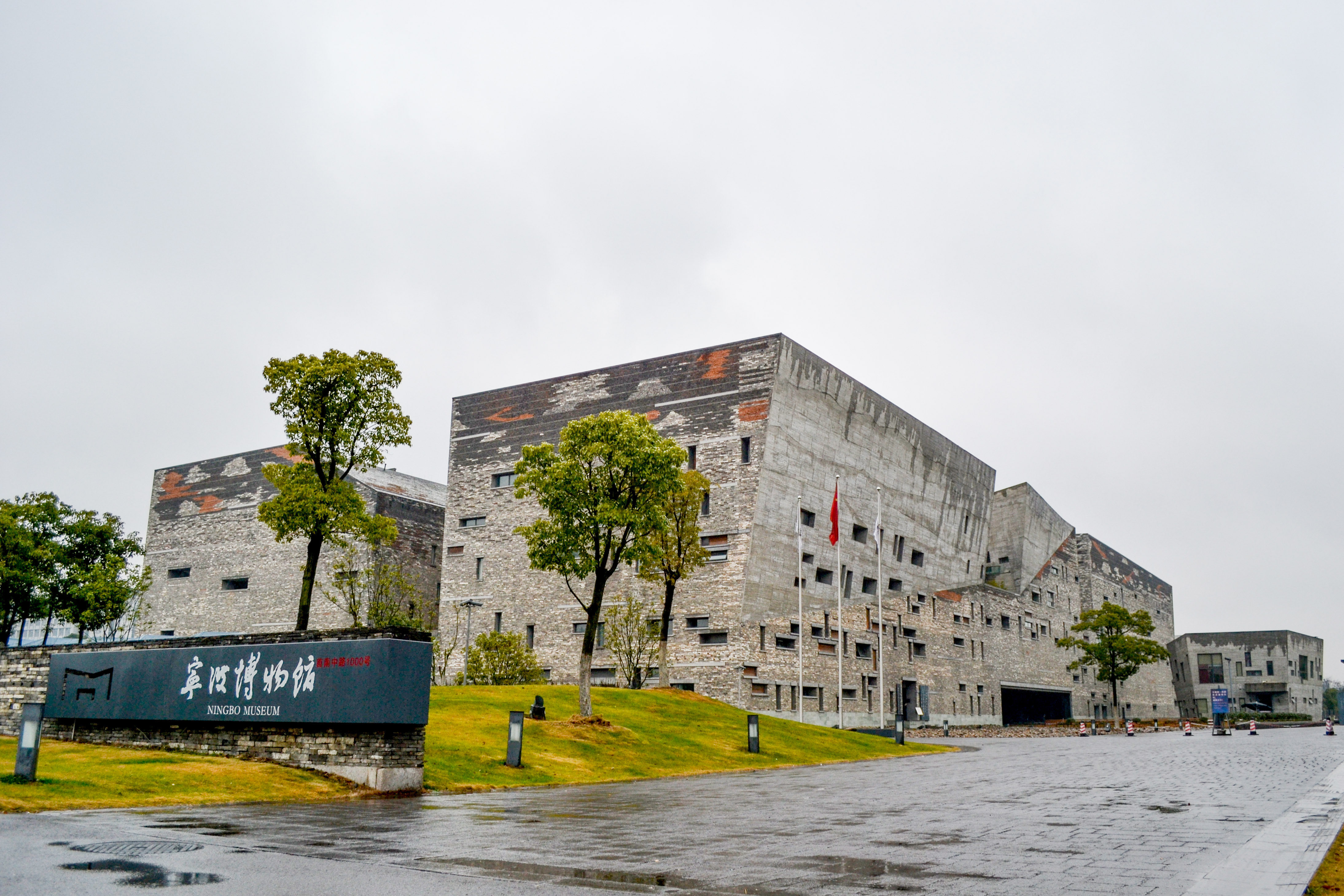
Porte sud du Musée de Ningbo.
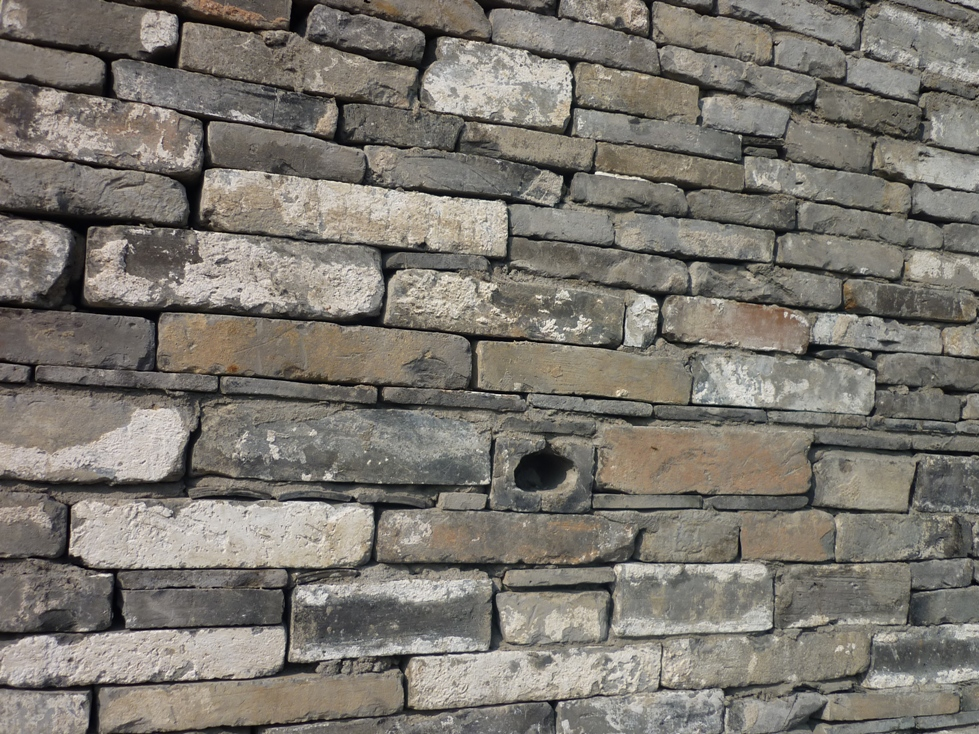
Détail du mur en matériaux de remploi du Musée de Ningbo.

Le site de Ningbo est longuement évoqué sous le nom de Liampó, dans la Pérégrination (Peregrinação) de Fernão Mendes Pinto, roman semi autobiographique portugais du XVIe siècle. C'est à cet endroit, semble--til, que fut installée la première communauté marchande portugaise des mers de Chine, avant Macao. Là sont célébrés les exploits du pirate António de Faria.
En 1844 est signé le traité de Whampoa qui donne aux Français le droit de commercer avec un tarif douanier de 5 à 10% dans les cinq ports ouverts de Chine. Ningbo fait partie de ces cinq ports avec Canton, Xiamen, Fuzhou et Shanghai. Il est autorisé aux Français d’y résider, d’y construire maisons et églises dans des quartiers spéciaux, d’y pratiquer leur religion, d’acheter ou vendre des livres et d’engager des professeurs chinois. En 1864 est ouvert un éphémère consulat français à Ningbo mais qui ne répond pas aux attentes commerciales. Le consulat est fermé en 1868,.
Pendant la guerre franco-chinoise (août 1884 - avril 1885)  a eu lieu la bataille de Zhenhai le 1er mars 1885, à 19 km en aval de Ningbo. Cette bataille a été un affrontement mineur entre d'un côté l'escadron d'Extrême-Orient de l'amiral Amédée Courbet et de l'autre des navires de guerre chinois et les batteries côtières de la ville de Zhenhai.
En 1940, pendant la Seconde guerre sino-japonaise, le Service aérien de l'Armée impériale japonaise bombarda la ville avec des bombes en céramique contenant des puces porteuses de la peste. Cette oépration a déclenché une épidémie impliquant 165 cas dans le centre-ville dont 112 mortels (taux de létalité de 68 %). Les princes japonais Takahito Mikasa et Tsuneyoshi Takeda assistèrent à une projection spéciale donnée par Shiro Ishii, qui dirigeait l'Unité 731, une unité militaire de recherche bactériologique de l'Armée impériale japonaise. Ce film montrait les avions impériaux larguant ce type de bombes au-dessus de Ningbo en 1940.
En 1978, le gouvernement chinois lance une politique de réforme et d’ouverture. Pour accélérer cette ouverture, 14 villes portuaires côtières sont ouvertes au monde extérieur en 1984 dont Ningbo. Pour développer une économie d'exportation, la Zone de Développement Economique et Technique de Ningbo est créée en 1985. Elle est à l'époque l'une des cinq principales zones nationales de développement économique et technique en Chine. En 1988, Ningbo obtient les droits d'importer, d'exporter et de signer des coopérations économiques et technologiques étrangères. Une situation qui attire un grand nombre d’investisseurs étrangers.
En 1986 est fondé l'Université de Ningbo,
En 1990, plus de 250 entreprises à capitaux étrangers se sont installées à Ningbo, favorisant une croissance rapide du commerce international. La même année est ouvert l'aéroport international de Ningbo Lishe.

## Économie
En 2020, le PIB de Ningbo a atteint plus de 1 240,87 milliards de RMB (environ 195 milliards de dollars), ce qui la classe au 12e rang parmi toutes les villes du pays.

### Port de Ningbo
La ville de Ningbo, bénéficiant d'un port en eaux profondes, a connu un développement très important au cours des dix dernières années. Le 1er janvier 2006, son port a fusionné avec celui de Zhoushan. Leur réunion sous une même administration a permis une compétitivité qui va en s'accroissant. L'ensemble portuaire a aujourd'hui un trafic cargo de 1224,1 millions de tonnes qui le place au premier rang mondial. Quant au trafic de conteneurs, il s'élève à 31,1 millions d'EVP, ce qui classe Ningbo-Zhouzhan au troisième rang mondial. Le développement du trafic est lié aux secteurs les plus dynamiques de l'économie provinciale : l'industrie légère et les biens de consommation. Dans le bassin du port de Beilun, un grand quai est destiné au chargement du minerai.
L'évolution du port de Ningbo-Zhoushan est le résultat de la mondialisation économique et de la conteneurisation du transport mondial. L'évolution du port de Ningbo dans le transport de conteneurs peut se voir selon 3 phases : 
- une période d’adoption (1986-2000) au cours de laquelle la principale dynamique est l’impact de la « politique de la porte ouverte » chinoise ;
- une période d’accélération (2001-2008) liée la dynamique de l’entrée de la Chine dans l’Organisation mondiale du commerce ;
- une période de croissance maximale (2009- en cours) avec une dynamique affectée par la stratégie anti-crise contre la crise financière et économique de 2008.

Vers 2026 environ, le débit de Ningbo-Zhoushan atteindrait approximativement celui de Shanghai.

## Subdivisions administratives
La ville sous-provinciale de Ningbo exerce sa juridiction sur onze subdivisions - six districts, deux villes-districts et deux xian :
- le district de Haishu -海曙區Hǎishǔ Qū ;
- le district de Jiangbei -江北區Jiāngběi Qū ;
- le district de Beilun -北崙區Běilún Qū ;
- le district de Zhenhai -鎮海區Zhènhǎi Qū ;
- le district de Yinzhou -鄞州區Yínzhōu Qū ;
- le district de Fenghua -奉化區Fènghuà Qū ;
- la ville de Cixi -慈溪市Cíxī Shì ;
- la ville de Yuyao -餘姚市Yúyáo Shì ;
- le xian de Ninghai -寧海縣Nínghǎi Xiàn ;
- le xian de Xiangshan -象山縣Xiāngshān Xiàn.

## Urbanisme
En 1986, Ningbo a été inscrite sur la seconde liste nationale des « Villes historiques et culturelles ». Un « Plan de protection de la ville historique et culturelle de Ningbo »  établit les lignes directrices pour l’aménagement des huit quartiers historiques, conformément aux réglementations nationales et provinciales. Depuis les années 1990, la ville entreprend des projets de revitalisation urbaine visant à valoriser ses quartiers anciens dans une optique touristique, sous l’égide de la Ningbo City Investment Holdings Company. À l’été 2018, seuls deux des huit quartiers historiques n’avaient pas encore bénéficié d’une réhabilitation complète. Malgré ces efforts, Ningbo peine encore à s’imposer comme une véritable destination touristique.

## Éducation

### Universités
Ningbo University (NBU), fondée en 1986, est une université publique créée grâce aux dons de Sir Yue-Kong Pao, un magnat du transport maritime né à Ningbo. NBU fait partie de l'initiative "Double First-Class" du pays, qui vise à promouvoir des institutions d'enseignement supérieur de premier plan. L'université propose une large gamme de programmes d'études, incluant 59 programmes de premier cycle, 31 programmes de master et 9 programmes doctoraux.
L'Université de Nottingham Ningbo Chine (UNNC) fondée en 2004 est la première initiative d'une université sino-étrangère en Chine. Elle est le résultat d'un partenariat entre l'Université de Nottingham et l'Université Wanli du Zhejiang. L'UNNC propose une offre académique comprenant 29 programmes de premier cycle et 18 programmes de troisième cycle, répartis sur trois facultés : Commerce, Sciences et Ingénierie, ainsi que Sciences humaines et sociales.

## Culture
- Bibliothèque universitaire de Ningbo

### Musées
La ville de Ningbo est dotée d'un remarquable Musée d'Histoire réalisé en 2009 par l'architecte Wang Shu. Cette œuvre exceptionnelle a aussi fait le succès de l'architecte qui a reçu en 2012 le prix Pritzker. En Chine le procédé du remploi était de tradition chez les plus pauvres après les destructions produites par des phénomènes naturels (typhons...). Ce qui a donné l'idée à l'architecte contemporain chinois Wang Shu de remployer des éléments (dont des portes et des fenêtres) récupérées sur le site du chantier du musée d'histoire de Ningbo, afin de réaliser un parement qui puisse être l'occasion pour les habitants de renouer avec leur propre histoire.

### Religions

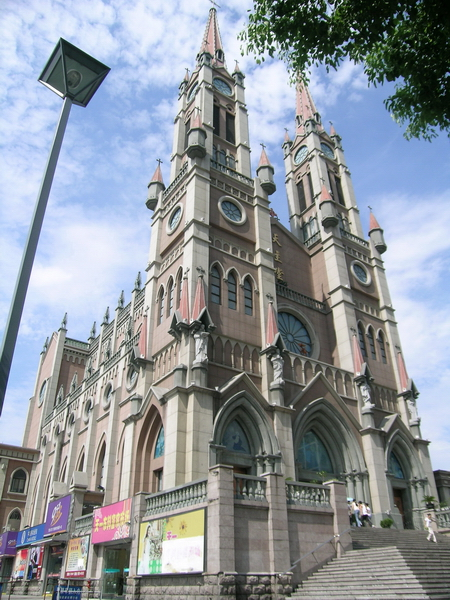
Vue de la cathédrale Notre-Dame-de-l'Assomption (à ne pas confondre avec la cathédrale Notre-Dame-des-Sept-Douleurs de Ningbo)

Ningbo est le siège du diocèse catholique de Ningbo depuis le XVIIIe siècle. Sa cathédrale, construite par les lazaristes français, est un monument protégé.

## Insolite
Le 27 mars 2008 un cargo chinois est entré en collision avec une partie de la travée inférieure du pont Jintang à Ningbo (en cours de construction) à 1 heure 15 du matin. Le choc a provoqué l'effondrement d'une section de 60 m de long qui est tombée sur le bateau d'une capacité de 7 000 tonnes. Plus de dix bateaux de sauvetage ont essayé de soulever la partie effondrée du pont et d'extraire le cargo endommagé.

## Jumelage
Ningbo est jumelée avec :
- Nagaokakyo (Japon)
- Aix-la-Chapelle (Allemagne)
- Rouen (France)
- Wilmington (États-Unis)
- Waitakere (Nouvelle-Zélande)
- Santos (Brésil)
- Veszprém (Hongrie)
- Port Elizabeth (Afrique du Sud)
- Varna (Bulgarie)
- Stavanger (Norvège)
- Nottingham (Angleterre)
- Bydgoszcz (Pologne)
- Florence (Italie)
- Daegu (Corée du Sud)
- Bitola (Macédoine du Nord)

### Coopération
- Marrakech (Maroc)
- Verona (Italie)
- Masuda, Japon (depuis octobre 1990)
- Ueda, Japon (février 1995)
- Barcelone, Espagne (October 1995)
- Suncheon, Corée du Sud (juin 1997)
- Surrey, Canada (mai 1999)
- Houston, États-Unis (septembre 2000)
- Wiener Neustadt, Autriche (septembre 2000)
- Daegu, Corée du Sud (septembre 2000) (aussi jumelé)
- Aguascalientes, Mexique (novembre 2006)
- Milwaukee, États-Unis (2006)[19]

## Personnalités liées à la municipalité
- Kin Yamei (1864-1934), médecin et nutritionniste.
- Ni Kuang (1935-2022), romancier et scénariste américano-hongkongais.